# Frapelle
Frapelle (deutsch Frobel) ist eine französische Gemeinde mit 199 Einwohnern (Stand: 1. Januar 2022) im Département Vosges in der Region Grand Est. Sie gehört zum Arrondissement Saint-Dié-des-Vosges und zum Gemeindeverband Saint-Dié-des-Vosges.

## Geografie
Frapelle liegt am Fluss Fave in den Vogesen, etwa zehn Kilometer östlich der Stadt Saint-Dié-des-Vosges (Luftlinie) und etwa zehn Kilometer südwestlich des Vogesenkammes, der die Grenze zur Region Elsass markiert. Zu Frapelle gehören die Ortsteile Charémont und Grandgoutte. Umgeben wird Frapelle von den Nachbargemeinden Le Beulay im Norden, Lusse im Osten, Lesseux im Südosten, Combrimont im Süden, Neuvillers-sur-Fave im Südwesten sowie Nayemont-les-Fosses und La Petite-Fosse im Nordwesten.

## Bevölkerungsentwicklung
| Jahr                       | 1962 | 1968 | 1975 | 1982 | 1990 | 1999 | 2010 | 2021 |
| Einwohner                  | 162  | 183  | 183  | 203  | 231  | 209  | 221  | 200  |
| Quellen: Cassini und INSEE |      |      |      |      |      |      |      |      |

Im Jahr 1821 wurde mit 298 Bewohnern die bisher höchste Einwohnerzahl ermittelt. Die Zahlen basieren auf den Daten von cassini.ehess und INSEE.

## Sehenswürdigkeiten
- Kapelle Sainte-Claire im Ortsteil Charémont
- großes Wegkreuz (Croix de Graipaire)

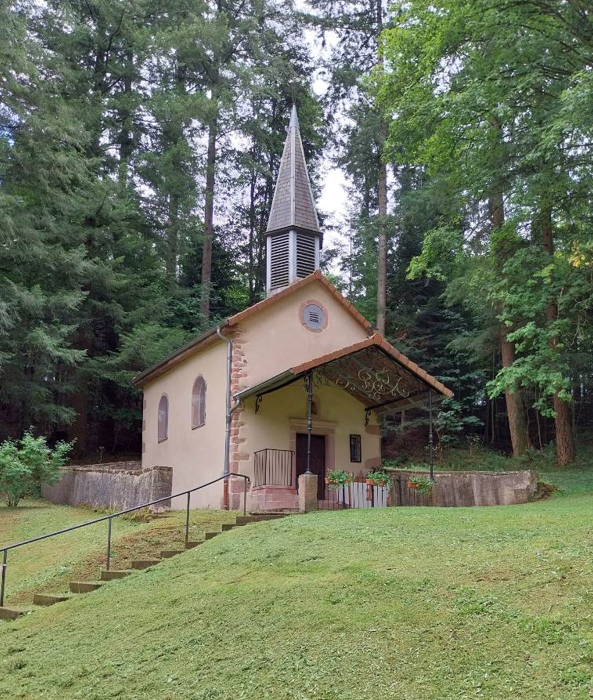
Kapelle Sainte-Claire
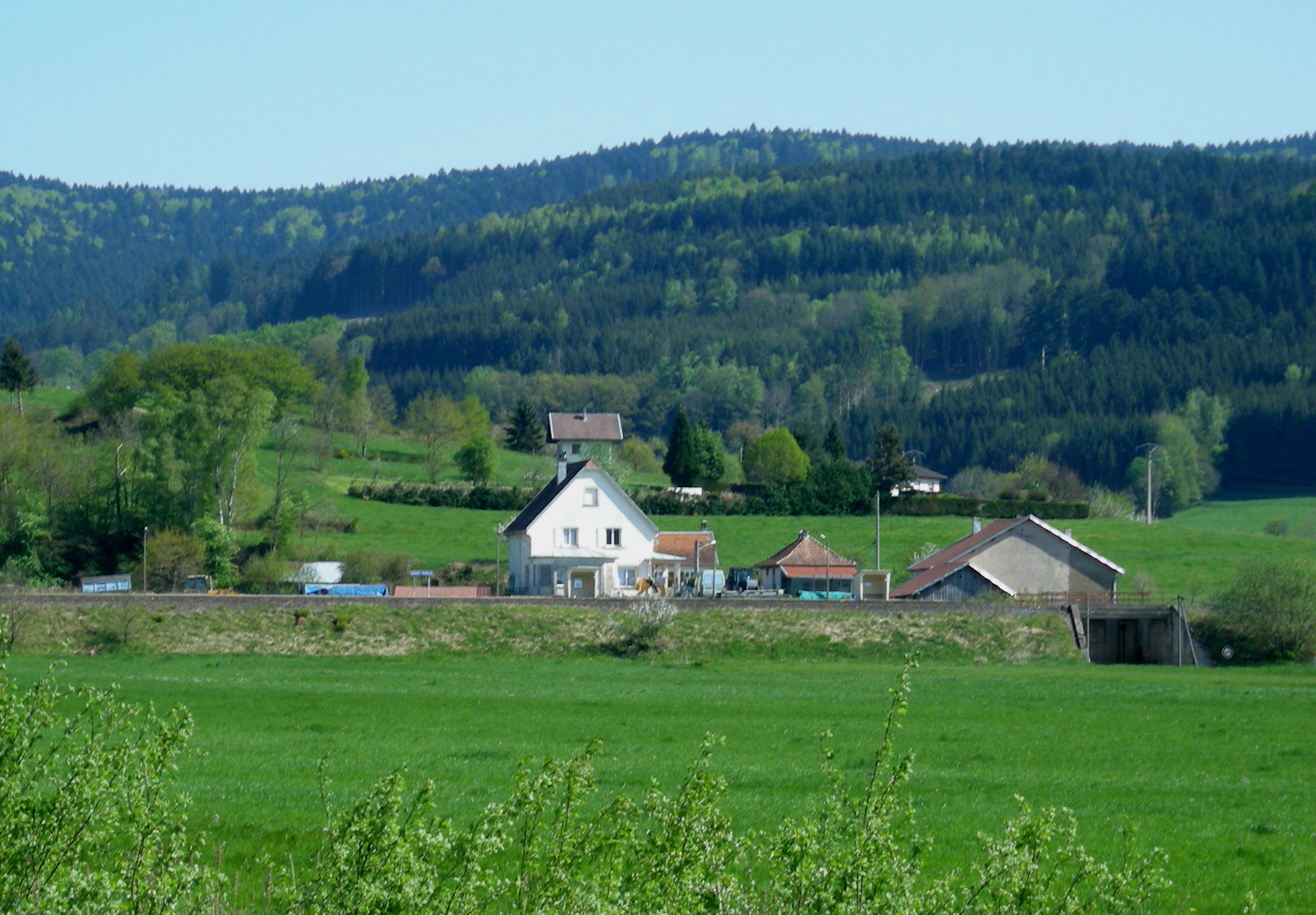
Bahnhof Lesseux-Frapelle

## Wirtschaft und Infrastruktur
In der Gemeinde sind drei Landwirtschaftsbetriebe ansässig (Gemüseanbau, Milchwirtschaft, Rinderzucht).
Der Bahnhof Lesseux-Frapelle liegt auf 400 m Meereshöhe auf dem Gemeindegebiet von Lesseux an der Bahnlinie von Saint-Dié nach Straßburg.
Durch Frapelle führt die Route nationale 59 von Lunéville über Saint-Dié kommend das Favetal hinauf über den 554 m hohen Col de Saales in das elsässische Breuschtal. In Frapelle zweigt die Route nationale 159 von der Route nationale 59 ab, die durch den mautpflichtigen Maurice-Lemaire-Tunnel den Vogesenkamm unterquert und die Strecke zum Rheintal erheblich verkürzt.

## Belege
1. ↑  Daniel Specklin: Deutsch:  1576 Elsass Karte, bei Daniel Specklin; Français:  Carte de l’Alsace de 1576 par Daniel Specklin. 1576, abgerufen am 9. November 2021.
2. ↑  Frapelle auf cassini.ehess
3. ↑  Frapelle auf INSEE
4. ↑  Landwirtschaftsbetriebe auf annuaire-mairie.fr (französisch)